# Joan Jordán
Joan Jordán Moreno (Regencós, 6 luglio 1994) è un calciatore spagnolo, centrocampista del Siviglia.

## Caratteristiche tecniche
È un mediano, duttile tatticamente, può avanzare il suo raggio d'azione giocando prevalentemente come centrocampista centrale, oppure occasionalmente da trequartista, si dimostra molto abile tecnicamente.

## Carriera

### Club
Cresciuto calcisticamente nelle giovanili del Espanyol, dove gioca tre anni con la squadra B, fa il suo esordio in prima squadra il 30 agosto 2014 nella partita interna persa per 2-1 contro il Siviglia. Il 10 gennaio del 2016 trova la sua prima rete con la maglia dei Periquitos nella partita in trasferta contro l'Eibar. Nell'estate 2016 viene ceduto in prestito annuale alla Real Valladolid. Il 13 luglio del 2017 viene ingaggiato dall'Eibar dove firma un contratto triennale, nella prima stagione con i rossoblù gioca 35 partite segnando 6 reti e fornendo 4 assist. Nel campionato 2017/2018 si ripete disputando un'altra buona stagione giocando 36 partite segnando 4 reti e fornendo 4 assist. Chiude la sua esperienza all'Eibar giocando globalmente in due anni, 75 partite realizzando 10 reti.
Il 27 giugno 2019 viene ingaggiato dal Siviglia, per 14 milioni, con cui firma un contratto fino al giugno 2023. Il 23 agosto successivo, segna la sua prima rete con la maglia andalusa, decisiva a fini del risultato finale, nella vittoria per 1-0 in trasferta, contro il Granada. Il 21 agosto 2020, vince il suo primo trofeo con gli andalusi, battendo nella finale di Europa League l'Inter per 3-2. Nel gennaio 2022 rinnova con i Rojiblancos fino al giugno del 2027.
Il 29 agosto 2024 viene ceduto in prestito all'Alavés.

## Statistiche

### Presenze e reti nei club
Statistiche aggiornate al 12 maggio 2024.
| Stagione          | Squadra           | Campionato        | Campionato | Campionato | Coppe nazionali | Coppe nazionali | Coppe nazionali | Coppe continentali | Coppe continentali | Coppe continentali | Altre coppe | Altre coppe | Altre coppe | Totale | Totale |
| Stagione          | Squadra           | Comp              | Pres       | Reti       | Comp            | Pres            | Reti            | Comp               | Pres               | Reti               | Comp        | Pres        | Reti        | Pres   | Reti   |
| ----------------- | ----------------- | ----------------- | ---------- | ---------- | --------------- | --------------- | --------------- | ------------------ | ------------------ | ------------------ | ----------- | ----------- | ----------- | ------ | ------ |
| 2012-2013         | Espanyol B        | SDB               | 21         | 2          | -               | -               | -               | -                  | -                  | -                  | -           | -           | -           | 21     | 2      |
| 2013-2014         | Espanyol B        | SDB               | 33         | 5          | -               | -               | -               | -                  | -                  | -                  | -           | -           | -           | 33     | 5      |
| 2014-2015         | Espanyol B        | SDB               | 31         | 5          | -               | -               | -               | -                  | -                  | -                  | -           | -           | -           | 31     | 5      |
| Totale Espanyol B | Totale Espanyol B | Totale Espanyol B | 85         | 12         |                 | -               | -               |                    | -                  | -                  |             | -           | -           | 85     | 12     |
| 2014-2015         | Espanyol          | PD                | 3          | 0          | CR              | 2               | 0               | -                  | -                  | -                  | -           | -           | -           | 5      | 0      |
| 2015-2016         | Espanyol          | PD                | 9          | 1          | CR              | 3               | 0               | -                  | -                  | -                  | -           | -           | -           | 12     | 1      |
| Totale Espanyol   | Totale Espanyol   | Totale Espanyol   | 12         | 1          |                 | 5               | 0               |                    | -                  | -                  |             | -           | -           | 17     | 1      |
| 2016-2017         | Real Valladolid   | SD                | 35         | 3          | CR              | 2               | 0               | -                  | -                  | -                  | -           | -           | -           | 37     | 3      |
| 2017-2018         | Eibar             | PD                | 35         | 6          | CR              | 2               | 0               | -                  | -                  | -                  | -           | -           | -           | 37     | 6      |
| 2018-2019         | Eibar             | PD                | 36         | 4          | CR              | 2               | 0               | -                  | -                  | -                  | -           | -           | -           | 38     | 4      |
| Totale Eibar      | Totale Eibar      | Totale Eibar      | 71         | 10         |                 | 4               | 0               |                    | -                  | -                  |             | -           | -           | 75     | 10     |
| 2019-2020         | Siviglia          | PD                | 34         | 2          | CR              | 3               | 0               | UEL                | 10                 | 0                  | -           | -           | -           | 47     | 2      |
| 2020-2021         | Siviglia          | PD                | 35         | 1          | CR              | 7               | 1               | UCL                | 7                  | 0                  | SU          | 1           | 0           | 50     | 2      |
| 2021-2022         | Siviglia          | PD                | 36         | 0          | CR              | 4               | 0               | UCL                | 6+3                | 1+0                | -           | -           | -           | 49     | 1      |
| 2022-2023         | Siviglia          | PD                | 22         | 0          | CR              | 5               | 1               | UCL+UEL            | 6+4                | 0+1                | -           | -           | -           | 37     | 2      |
| 2023-2024         | Siviglia          | PD                | 8          | 0          | CR              | 2               | 0               | UCL                | 2                  | 0                  | SU          | -           | -           | 12     | 0      |
| Totale Siviglia   | Totale Siviglia   | Totale Siviglia   | 135        | 3          |                 | 21              | 2               |                    | 38                 | 2                  |             | 1           | 0           | 195    | 7      |
| Totale carriera   | Totale carriera   | Totale carriera   | 346        | 29         |                 | 32              | 2               |                    | 38                 | 2                  |             | 1           | 0           | 409    | 33     |

## Palmarès
- UEFA Europa League: 2

Siviglia: 2019-2020, 2022-2023
- UEFA-CONMEBOL Club Challenge: 1

Siviglia: 2023